# Перелюбка
Перелюбка — деревня в Шегарском районе Томской области. Входит в состав Баткатского сельского поселения.

## История
Основана в 1907. В 1926 году посёлок Перелюбский состоял из 43 хозяйств, основное население — белорусы. В составе Вознесенского сельсовета Богородского района Томского округа Сибирского края.

## Население
| 1926 | 2002 | 2010 | 2012 | 2013 | 2014 | 2015 |
| ---- | ---- | ---- | ---- | ---- | ---- | ---- |
| 219  | ↘39  | ↘29  | ↘28  | →28  | ↘26  | →26  |
| 2021 |      |      |      |      |      |      |
| ↗27  |      |      |      |      |      |      |